# Marienhof (Igling)
Marienhof ist ein Ortsteil der Gemeinde Igling im oberbayerischen Landkreis Landsberg am Lech.

## Geografie
Die Einöde Marienhof liegt auf der Gemarkung Oberigling circa drei Kilometer südlich von Oberigling am Osthang des Oberen Riedbergs.
Hundert Meter nördlich verläuft die Bundesautobahn 96.

## Geschichte
Marienhof wird erst 1866 als eigenständiger Ortsteil bezeichnet, der Hof entstand nach der Säkularisation aus dem geteilten Stoffersberghof.